# リリコン

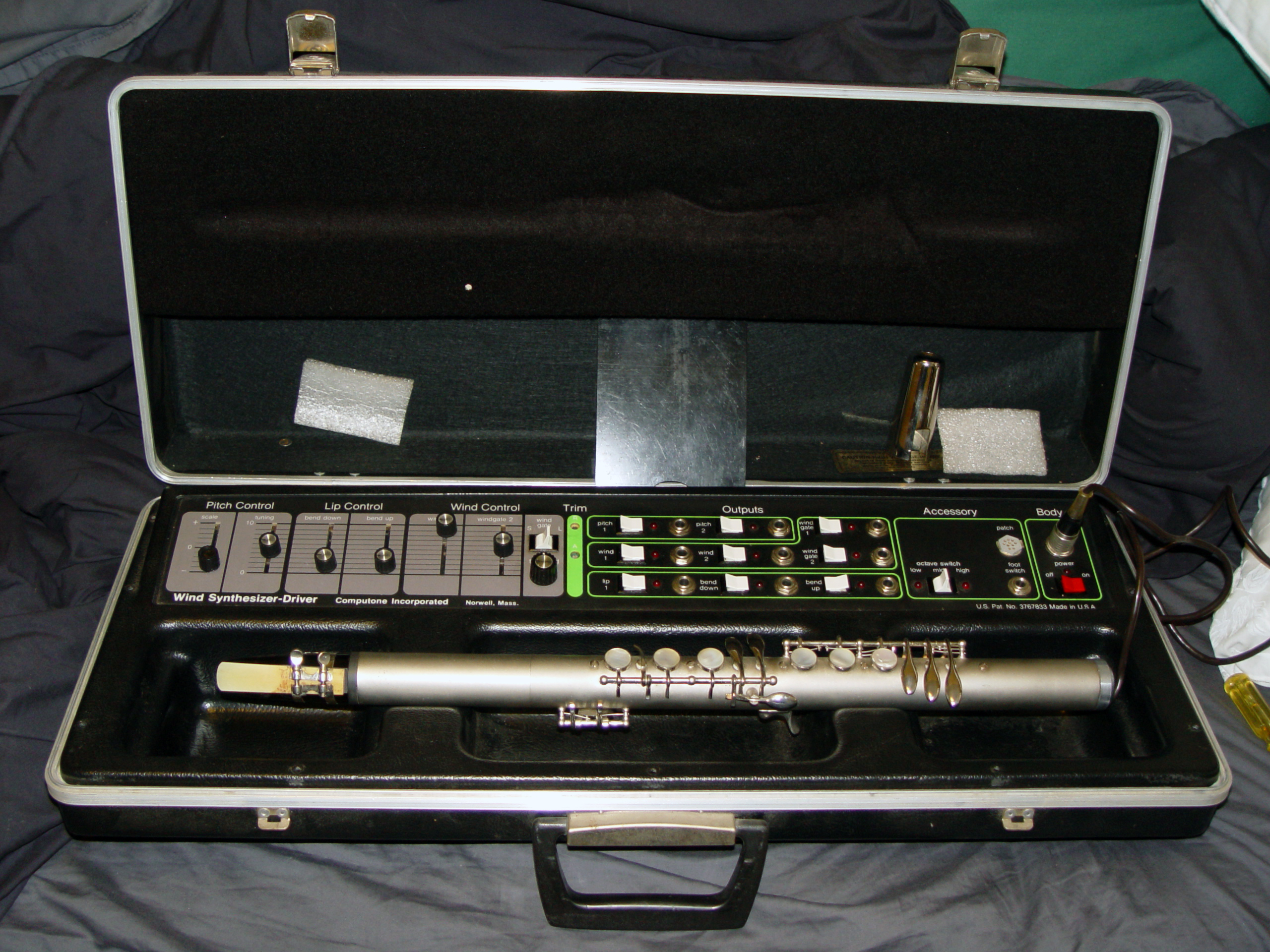
ウインド・シンセサイザー・ドライバー

リリコン（Lyricon）は、管楽器を模した電子楽器の一種である。

## 概要
リリコンは1970年代に米国で開発されたアナログシンセサイザーを用いた電子楽器で管楽器と同様の吹奏楽器である。Lyriconという名称はアメリカのコンピュトーン社（Computone Inc. ）固有の商品名で、Lyrical+Controlの造語。コンピュトーン社は1970年2月にアメリカのマサチューセッツ州ハノーヴァーにおいて、ビル・バーナーディとロジャー・ノーブルによって設立された。1973年10月23日にはリリコンの特許を取得。1974年からリリコンを製品として販売するものの苦戦を強いられ、アメリカの大手楽器メーカーであるセルマー社と提携して販売を行うことになった。電子楽器で一般的なキーボードによる演奏とは異なり息遣いと唇の締め方による繊細な演奏が可能だったが、高額でセッティングが煩雑なこともあってあまり普及せず、1981年にコンピュトーン社が倒産して製造中止になった。現在は中古品が取引されるのみである。後にヤマハがコンピュトーン社の特許を買い取り、MIDI規格に対応したWX7を開発した。AKAI professionalなどでもニール・スタイナーのEVI、EWIのライセンス製造（AKAI EWIシリーズ）を行った。その他にもD&K社が「ADVANCED Pro Audio Designs WINDSYNTHESIZER」というリリコンによく似た楽器も発売した。これらの種の楽器を総じてウインドシンセサイザーと呼ぶ。
リリコンはリードを持つ管楽器であり、形状はクラリネットやソプラノサックスに似ているが、リードは発音体ではなく演奏者の唇の圧力をリップセンサーに伝える役割を果している。リードは樹脂製のものが付属しているが、市販のテナーサックス用のものを加工しても使用可能。またキーも電気スイッチであり、一般的な管楽器の様に穴の開閉を行うわけでは無い。さらに吹き込んだ息の圧力を検知するブレスセンサーが付いている。リリコンは管の末端から伸びたケーブルでシンセサイザーに接続され、リップセンサー、ブレスセンサー、キーの状態の情報を元にオシレータからの発振音を加工して演奏する。一般的なセッティングとして、リップセンサーの情報をVCO、ブレスセンサーの情報をVCFとVCA、キーの状態をVCOに入力することで、シンセサイザーの音源を管楽器のアーティキュレーションで演奏することができる。
セルマー社と提携後のコンピュトーン社から発売された製品は、
- リリコン（1974年発売[1]。日本での販売価格は180万円[1]（後に90万円に値下げ[1][3]）。リリコンIIと区別するためにリリコンIとも呼ばれる）
- リリコンII（1976年発売[1]。日本での販売価格は75万円[3]）
- ウインド・シンセサイザー・ドライバー（1976年発売[1]。日本での販売価格は50万円[3]）

の3種類。当初発売されたリリコンI、リリコンIIには音源として専用のシンセサイザーが付属しており、独特な味わいのある音色が得られた（リリコンIでは加算合成方式、リリコンIIでは減算合成方式を採用している）。後に当時の一般的なシンセサイザーを外部接続するためのインタフェース付きコントローラーとして、シンセサイザー音源が付属していないウインド・シンセサイザー・ドライバーが発売された（管体はリリコンIIと同じ）。

## 有名な演奏者
リリコンを多用していた当時のミュージシャンは、ジャズ・フュージョン系のサックス奏者であるトム・スコット、ウィンダム・ヒル・レコードに所属していたシャドウファックスのチャック・グリーンバーグが挙げられる。トム・スコットは、スティーリー・ダンの「麗しのペグ」でリリコンを演奏している。
日本ではTHE SQUARE（現T-SQUARE）のサックス奏者、伊東たけしが使用したことで一躍有名になった。伊東たけしはリリコンやウインド・シンセサイザー・ドライバーの他、リリコンの代替品となるTAKECON-1（EIZUKA ENGINEERING WORKSHOPの永塚策英が製作）という独自のシステムも導入していた。リリコンを使用したTHE SQUAREのナンバーに、
- 「LITTLE MERMAID」（リリコンI使用、アルバム『MAGIC』収録）
- サントリーホワイトのCM曲として使われた「ALL ABOUT YOU」及び「TRAVELERS」（ウインド・シンセサイザー・ドライバー+Oberheim Two Voice使用、アルバム『ADVENTURES』収録）
- 「OMENS OF LOVE」（TAKECON-1+TAKECON-1音源使用（ただし『THE SQUARE LIVE』ではウインド・シンセサイザー・ドライバー+Oberheim Two Voice使用）、アルバム『R・E・S・O・R・T』収録）
- F1グランプリのテーマ曲に採用され有名となった「TRUTH」（ウインド・シンセサイザー・ドライバー+Minimoog使用、アルバム『TRUTH』収録）

などがある。
伊東の後任であるT-SQUARE3代目フロントマンの宮崎隆睦も2022年頃に入手しライブによってAKAI EWIやNuRADなどと一緒に使い分けるようになった